# Isernia la Pineta

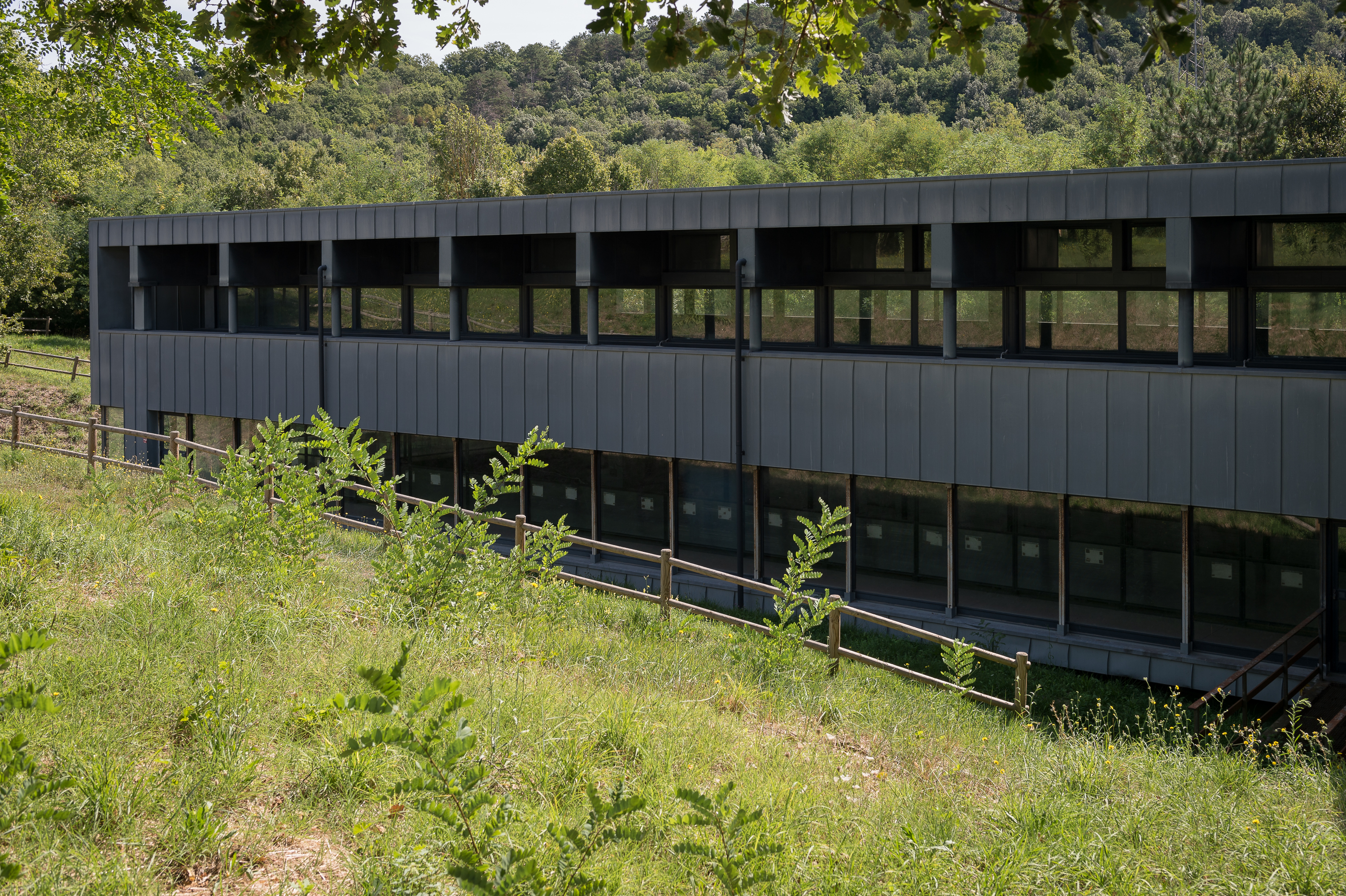
La Pineta, Gebäude Sektor I

Isernia la Pineta ist eine der ertragreichsten archäologischen Fundstätten Europas, die Spuren menschlicher Anwesenheit im Altpaläolithikum aufweisen; zugleich barg sie mit einem Zahn den derzeit (Stand: 2016) ältesten menschlichen Überrest Italiens. Am besten ist ein Bereich in der Freilandstätte bei Isernia in der Region Molise untersucht, dessen Alter auf 600.000 Jahre datiert werden konnte. Isernia la Pineta wurde 2006 zum Weltkulturerbe vorgeschlagen und fand Eingang in die Liste des UNESCO-Welterbes, zusammen mit Notarchirico.

## Lage und Einordnung
Isernia la Pineta liegt 457 m s.l.m. am linken Ufer des Cavaliere, eines Baches, der in den mittleren Oberlauf des Volturno mündet. Das Gebiet ist seismisch enorm aktiv. Hier sind die Vulkanareale Roccamonfina und der 130 km nordwestlich gelegene Monte Vulture zu nennen.
Die frühe Besiedlung der Italienischen Halbinsel bei Isernia im Westen von Molise war Teil einer erstmals nachweislich dauerhaften und damit einer verhältnismäßig weiträumigen Besiedlung. Diese setzte punktuell und möglicherweise nur zeitweilig vor etwa einer Million Jahren durch Homo erectus ein und wurde erst vor etwa 700.000 Jahren dauerhaft. Dabei sind nur wenige Stätten geringfügig älter als Isernia la Pineta, wie La Noira in Zentralfrankreich oder Notarchirico im Süden Italiens, die auf etwa dieses Alter datiert wurden. Zwischen 700.000 und 500.000 gibt es eine Reihe von Fundstätten, in denen Faustkeile in Gebrauch waren, aber solche, in denen dieses Werkzeug des Acheuléen (noch) nicht in Gebrauch war. Was sie verbindet ist eine gleichartige Beschaffungsstrategie für Rohmaterial. Die Unterschiede wurden sowohl auf verschiedene Hominini-Spezies zurückgeführt, als auch auf verschiedene kulturbeeinflussende Faktoren der ökologischen Umgebung, der Funktionalität der Stätte, Rohstoffverfügbarkeit usw.
Die ältesten europäischen Fundstätten mit menschlichen Spuren sind Atapuerca in Spanien, Vallonnet in Frankreich und Pirro Nord am Monte Gargano im italienischen Apulien, dessen Alter auf 1,3 bis 1,7 Millionen Jahre geschätzt wird. Lange galt Ca' Belvedere di Monte Poggiolo beim italienischen Forlì als die älteste Stätte, aber auch Ca' Poggio (Bologna), Serra (Castelbolognese) oder Covignano (Rimini) zählen zu den ältesten Fundstätten. Ab etwa 700.000 BP kann von einer ununterbrochenen Besiedlung des italienischen Festlands ausgegangen werden. Die Fundstätte bei Isernia wurde zunächst auf rund 736.000 ± 40.000 Jahre datiert, später auf 605.000 ± 5.000.

## Entdeckung, Ausgrabung

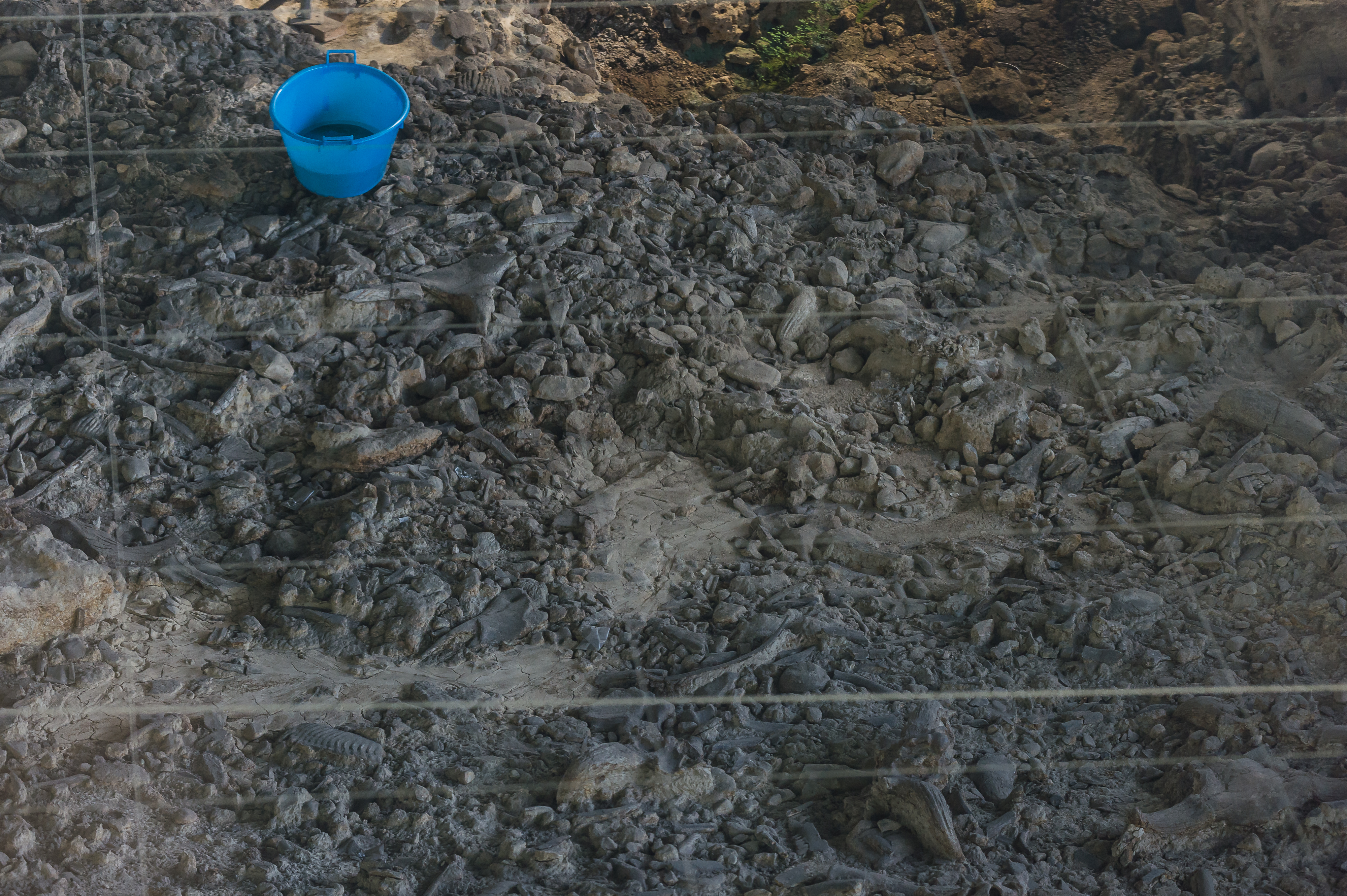
Ausschnitt des archäologischen Horizonts 3a im Sektor I mit zahlreichen Faunaresten und Artefakten

Aushebungen für die Straßenverbindung von Neapel nach Vasto begannen 1978. Alberto Solinas sammelte in dieser Zeit an den Baustellen erste Artefakte.
1979 begannen die archäologischen Untersuchungen. Das vor 600.000 Jahren küstennahe Gebiet hatte einen für Italien typischen Aufbau: Über Meeresablagerungen fand sich Travertin, darüber Ablagerungen von Flüssen und solche vulkanischen Ursprungs, in denen sich die menschlichen Artefakte befinden. Sie verteilen sich auf vier Schichten in zwei Sektoren, und zwar Strata 3c, 3a und 3s10 in Sektor I sowie 3a in Sektor II. Dabei ist 3c die älteste Schicht. Anhand eines kleinen Grabungsabschnitts, der sich auf ein Alter von rund 600.000 Jahren datieren ließ, konnte man bereits früh den enormen Wert der Stätte erkennen. Die Grabungen werden bis heute von der Universität Ferrara fortgesetzt (Stand: 2016).

## Ökologie

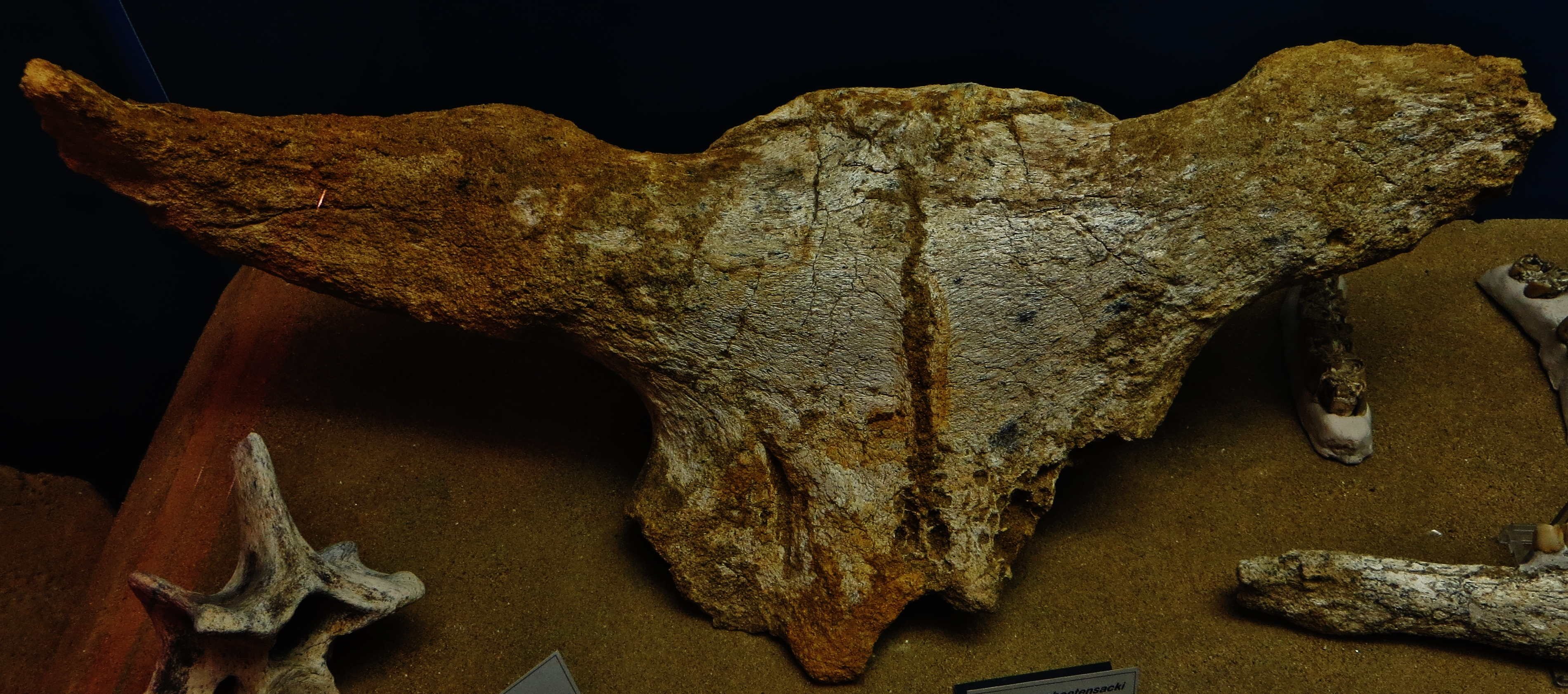
Überreste eines Bisons, Museo Scienze Naturali, Faenza

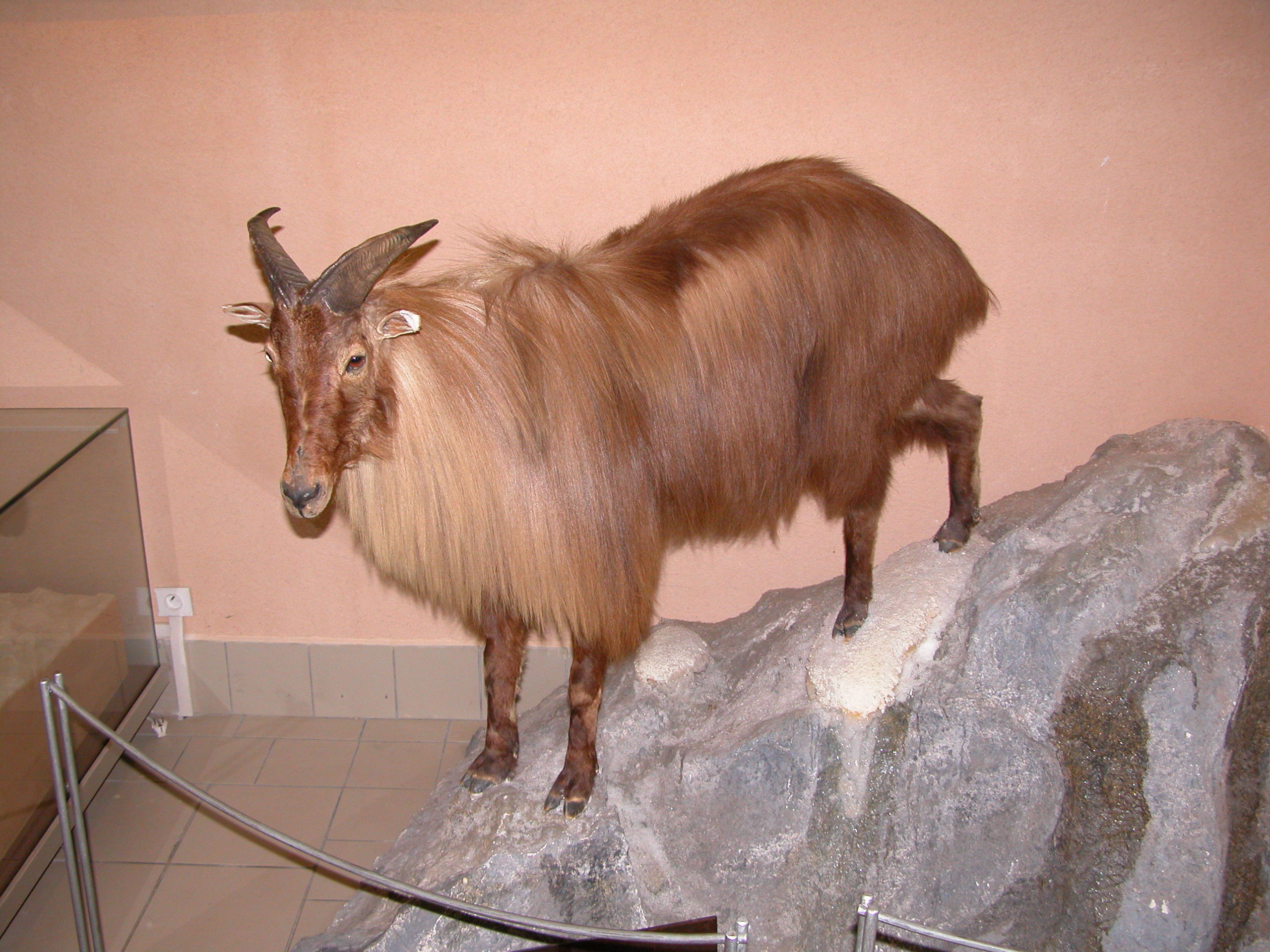
Hemitragus bonali, Musée de Préhistoire de Tautavel

Über die örtliche Flora und Fauna ließen sich zahlreiche Aussagen treffen: Die weitere Umgebung von Isernia la Pineta bestand aus ausgedehnten Graslandschaften, dazu kamen Marschen und Waldgebiete in den umgebenden Hügeln, die Jagd- und Sammelmöglichkeiten boten.
An tierischen Überresten fanden sich Nager, wie die ausgestorbenen Wühlmausarten Pliomys episcopalis Mèhely und Pliomys lenki Heller, aber auch Rötelmäuse und Feldmäuse. Arvicola mosbachensis, Sorex aff. runtonensis, eine Art der Rotzahnspitzmäuse, Pliomys episcopalis und Microtus (Terricola), eine Untergattung der Feldmäuse, die zunehmend zu Zwecken der Datierung herangezogen werden.
Hinzu kamen Wildkaninchen und Eurasische Maulwürfe. Auch die Stockente und der Zwergtaucher wurden gejagt und verzehrt, ebenso wie die Europäische Sumpfschildkröte. Außerdem fanden sich Überreste von Bison schoetensacki, einer Bisonart, aus der sich vermutlich vor etwa 700.000 Jahren das Steppenbison entwickelte, dann der europäische Waldelefant, das Hundsheimer Nashorn, eine Flusspferdart (Hippopotamus cf. antiquus), Premegaceros solilhacus, eine Rothirschart (Cervus elaphus cf. acoronatus), Dama cf. roberti (möglicherweise den Damhirschen zuzurechnen), Reh, Wildschwein sowie Hemitragus bonali, eine vor etwa 200.000 Jahren in Europa ausgestorbene Art der Tahre, die zu den Ziegenartigen zählen. An carnivoren Säugern fanden sich Ursus deningeri, ein naher Verwandter des Höhlenbären, sowie Leopard und Löwe.
Für die örtliche Vegetation waren Süßgräser, Korbblütler oder Hahnenfußgewächse kennzeichnend, ebenso wie Erlen, Akazien, Eichen, Kiefern, Birken, Buchen, Hainbuchen, Eschen sowie Walnuss und Kastanien. Sie alle bevorzugen mehr oder minder feuchte Standorte.

## Ältester menschlicher Überrest Italiens
2014 wurde ein isolierter menschlicher Milchzahn (IS42) in einer Lage oberhalb der Schicht 3a entdeckt, der sich auf ein Alter von etwa 583.000 bis 561.000 Jahren datieren ließ. Damit handelt es sich um den ältesten menschlichen Überrest der italienischen Halbinsel. Der Zahn wird im Department of Humanities der Ferrareser Universität am Corso Ercole I°d’Este, 32 aufbewahrt und weiter untersucht.

## Werkzeuge, Jagd
An Steinen zur Werkzeugherstellung standen Kalkstein und Kiesel zur Verfügung. Aus ersterem wurden grobe Werkzeuge oder Chopper hergestellt, aus letzteren Abschläge, die dem Zerlegen der Jagdbeute dienten. Dazu zählten Elefant und Bison, ebenso wie Flusspferd und Nashorn, Bär, Megaloceros giganteus und Hirsch. An vielen Tierknochen fanden sich Spuren, die auf die Bearbeitung mit scharfen Werkzeugen hindeuten; Faustkeile fehlen. Da auch der Schädel von Ceprano, der unweit von Iserna entdeckt wurde, als vergleichsweise altertümlich gilt, könnte ein Zusammenhang zu dieser einfachen Werkzeugtechnologie bestehen.
Im Gegensatz zu früheren Annahmen war die Werkzeugherstellung jedoch keineswegs bloß opportunistisch, sondern entsprach erkennbaren Abläufen und Vorstellungen von Handlungsketten und -zielen (chaîne opératoire). So wandten die Werkzeughersteller die discoid method an, wobei sie keinerlei Rücksicht auf die ursprüngliche Größe und Form nahmen. Sie achteten dabei auf möglichst hohe Produktivität, und sie stellten aus mittelgroßen Abschlägen kleine Werkzeuge her.

## Ausstellung
Mit Hilfe von Abdrücken wurde die Fundsituation rekonstruiert und museal aufbereitet. Eine dauerhafte Ausstellung wurde im Museo di S. Maria delle Monache in Isernia eingerichtet. Dort befinden sich etwa 2500 Objekte aus der engeren Grabungszone; allein 11.000 Steinartefakte wurden gefunden. Neben den örtlichen Universitäten von Ferrara und Molise und der zuständigen Soprintendenza für Archäologie sowie der Stadt Isernia und privaten Spendern wurde das Projekt von der Europäischen Kommission im Rahmen des Programms Migration and diffusion of hominids and anatomically modern humans in the Mediterranean basin in early prehistory: paleoenvironments, routes, settlements, subsistance unterstützt.